# پارک ملی لومسدال ویستن
پارک ملی لومسدال ویستن (به لاتین: Lomsdal–Visten National Park) یک پارک ملی در نروژ است که در Brønnøy واقع شده‌است.

## جغرافیا
پارک در ۲۶ ژوئن ۲۰۰۹ تأسیس شده‌است. این پارک شامل یک منطقه حفاظت شده‌است و در کل ۱٬۱۰۲ کیلومتر مربع وسعت دارد.

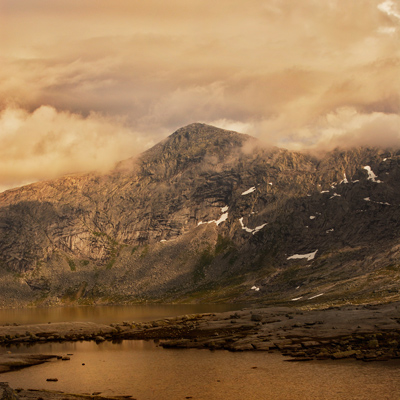